# Bol'šoj Čeremšan
Il Bol'šoj Čeremšan (in russo Большой Черемшан?, Grande Čeremšan; in tataro, Олы Чирмешән, Olı Çirmeşän) è un fiume della Russia europea sudorientale (Oblast' di Samara, Repubblica del Tatarstan e oblast' di Ul'janovsk), affluente di sinistra del Volga.

## Descrizione
Nasce dal versante occidentale delle alture di Bugul'ma e Belebej, scorrendo con direzione dapprima nord-occidentale, successivamente volgendosi verso sud-ovest; sfocia nel Volga a 1 551 km  dalla foce, in corrispondenza del bacino di Samara che interessa anche la parte più bassa del suo corso. Sulle rive di questo bacino sorge il maggior centro urbano toccato dal fiume, la città di Dimitrovgrad. 
Il fiume ha una lunghezza di 336 km, l'area del suo bacino è di 11 500 km². Le sponde sabbiose del fiume sono quasi interamente ricoperte da foreste di conifere e miste. Ci sono spesso isole nel letto del fiume e secche. I maggiori affluenti sono la Bol'šaja Sul'ča (lunga 117 km) e il gemello Malyj Čeremšan. Il fiume è gelato, in media, da metà novembre a metà aprile.